# Karl von Auwers

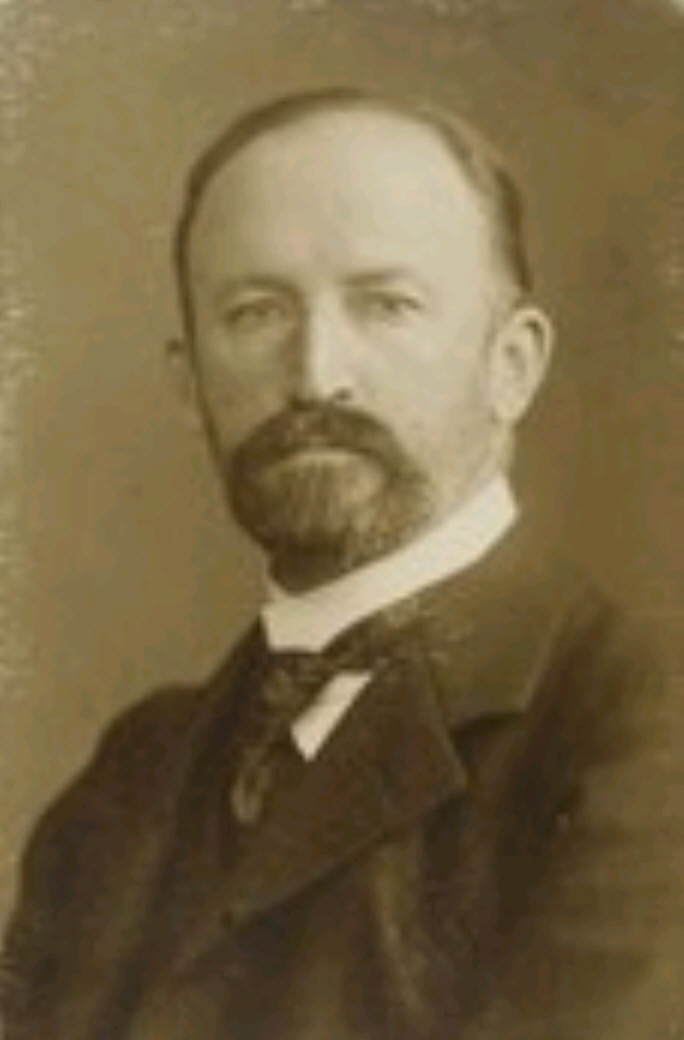
Karl Auwers 1909 bei Aufnahme in die Leopoldina

Karl Friedrich von Auwers (* 16. September 1863 in Gotha; † 3. Mai 1939 in Marburg) war ein deutscher Chemiker. Nach ihm sind die Auwers-Reaktion und die Auwers-Skita-Regel benannt.

## Leben
Karl von Auwers war der Sohn des Astronomen Arthur von Auwers und dessen Ehefrau Marie Henriette Jacobi (1837–1915). Er studierte Chemie an den Universitäten Heidelberg (1881–1882) und Berlin (1882–1885), wo er 1885 bei A. W. von Hofmann  promovierte.
Nach kurzer Assistententätigkeit bei Hofmann wechselte er 1887 zu Victor Meyer nach Göttingen und folgte ihm 1889 als Privatassistent zur Habilitation nach Heidelberg.
Nach seiner Habilitation 1890 wurde er 1894 in Heidelberg zum außerordentlichen Professor ernannt.
1900 nahm er den Ruf als Nachfolger des emeritierten Heinrich Limpricht an der Universität Greifswald an. Dort konnte er ab 1907 das nach seinen Vorstellungen erbaute neue Institut beziehen.
1913 erhielt er seine letzte Berufung auf die Nachfolge des emeritierten Theodor Zincke nach Marburg. Sein Nachfolger in Greifswald wurde Otto Dimroth. Das Marburger Chemische Institut leitete er bis zu seiner Emeritierung 1928.
Auwers' wichtigste Arbeiten waren Untersuchungen zur Stereochemie und Arbeiten zur Heterocyclen-Chemie. Außerdem beschäftigte er sich ausführlich mit der Isomerie (wo nach ihm und Aladar Skita die Auwers-Skita-Regel benannt ist), der Spektrochemie und der Konstitutionsbestimmung organischer Verbindungen. Die Auwers-Reaktion (siehe auch Anthocyanidine) erzeugt aus Cumaronen durch Addition eines Rings Flavonole.
Er heiratete am 8. April 1893 in Trier Elisabeth Pauline Cäcilie Koch, Das Paar hatte zwei Kinder, darunter der Physiker Otto von Auwers.

## Auszeichnungen
Im Jahr 1909 wurde er zum Mitglied der Gelehrtenakademie Leopoldina gewählt. 1912 wurde sein Vater Arthur Auwers geadelt.
Er wurde Dr. Ing. e.h. der Technischen Hochschule in Dresden (1926) und Vizepräsident der Deutschen Chemischen Gesellschaft. Ferner wurde er zum Geheimen Regierungsrat ernannt.